# Ann Hibbins
Ann Hibbins est une veuve de Boston condamnée à mort et exécutée pour sorcellerie le 19 juin 1656.

## Biographie
Les origines d'Ann Hibbins sont obscures. Dans son testament, elle lègue ses biens à ses trois fils, John, Joseph et Jonathan Moore, qui vivent en Irlande. Ils sont probablement issus d'un premier mariage avec un dénommé Moore inconnu par ailleurs. Son deuxième mari, William Hibbins, est décrit par John Winthrop comme le beau-frère du gouverneur Richard Bellingham (en), ce qui a conduit certains historiens à la considérer comme la sœur de Bellingham. Un registre paroissial de Boston, dans le Lincolnshire, note à la date du 4 mars 1633 le mariage de William Hibbins avec une Hester Bellingham qui pourrait être la même personne que Ann Hibbins.
En 1634, Ann et William Hibbins rejoignent la Grande Migration puritaine (en) en quittant l'Angleterre à bord du Mary and John (en) pour s'établir dans la colonie de la baie du Massachusetts, suivant en cela l'exemple du pasteur puritain John Cotton. William Hibbins occupe des postes importants dans l'administration de la colonie, mais sa femme souffre d'une mauvaise réputation : elle est décrite comme têtue et disposant de trop d'ascendant sur son mari. À la suite d'une querelle avec des charpentiers ayant travaillé sur leur maison, Ann Hibbins est excommuniée par l'église locale en février 1641.
William Hibbins meurt en 1654. Sa disparition prive apparemment Ann Hibbins d'une forme de protection, car elle est accusée et reconnue coupable de sorcellerie par un tribunal dans l'année qui suit. Sa condamnation est contestée par une court of assistants (en), mais elle est confirmée en appel par la Cour générale du Massachusetts. Ann Hibbins est exécutée par pendaison à Boston le 19 juin 1656.

## Postérité
Dans son roman historique La Lettre écarlate, paru en 1850 et dont les événements prennent place entre 1642 et 1649, l'écrivain américain Nathaniel Hawthorne fait intervenir un personnage inspiré d'Ann Hibbins. La vieille maîtresse Hibbins est une sorcière que fréquente occasionnellement Hester Prynne, l'héroïne du roman, et dont les pouvoirs sont liés à un mystérieux Homme Noir. Hawthorne imagine également qu'elle est en contact avec Anne Turner (en), une Anglaise pendue en 1615 pour avoir empoisonné le poète Thomas Overbury.